# Ataúd rishi

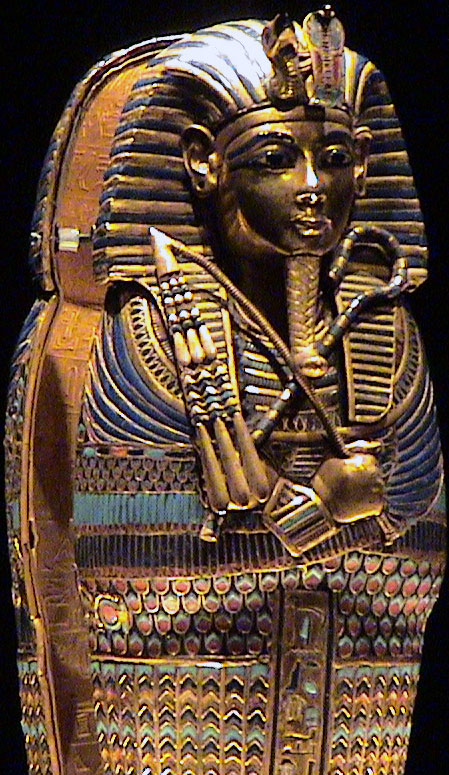
Ataúd miniatura de Tutankamón con decoración rishi.

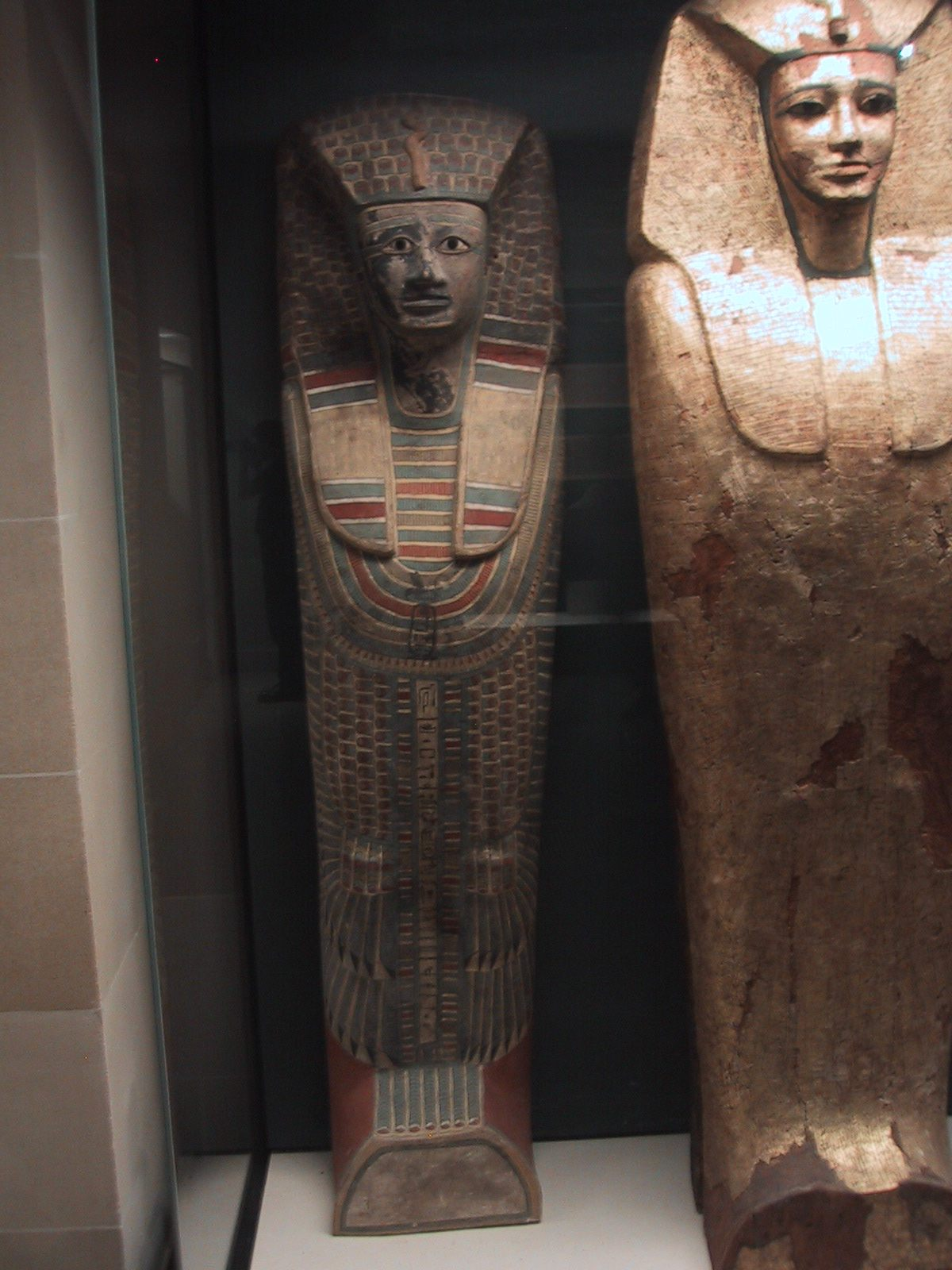
Ataúdes rishi de dos faraones de la Dinastía XVII, Sejemra-Herhormaat Intef y Sejemra-Upmaat Intef.

Un ataúd rishi (del árabe ريش risha, "pluma", "emplumado") es un tipo de ataúd funerario adornado con un diseño de plumas, que fue especialmente popular durante el final del Segundo Período Intermedio (alrededor del año 1650-1550 a. C.)
Durante el Imperio Antiguo y el Imperio Medio del Antiguo Egipto, los ataúdes eran rectangulares. Los primeros ataúdes en forma antropoide (humana) aparecieron en la Dinastía XII. Estos diseños copiaban el aspecto de la momia, mostrando una cabeza humana y el cuerpo sin brazos y piernas como si estuvieran envueltos en lino. Los ataúdes constaban siempre de varios juegos unos embutidos dentro de otros, con el ataúd exterior rectangular. En la Dinastía XIII, estos ataúdes antropoides fueron decorados por todas partes con diseño de plumas y ya no se colocaban dentro de un ataúd rectangular externo. Se pueden considerar los primeros ataúdes rishi. 
El primer ejemplo mencionado conocido es el del ataúd del "escriba del gran recinto" Neferhotep, que data de la Dinastía XIII. Sin embargo, este ataúd solo fue descrito cuando apareció y ahora está perdido. Los ejemplos más antiguos y confirmados de ataúdes rishi pertenecen a los reyes de la Dinastía XVII, que fueron descubiertos en el siglo XIX en Luxor. Los ataúdes tienen una longitud de hasta 3 metros y, por tanto, se encuentran entre los ataúdes egipcios más grandes de la historia.
Estos ataúdes se pueden dividir en dos grupos temporal e iconográficamente diferentes. El grupo más antiguo tiene un patrón estrictamente geométrico de plumas con un carácter ornamental. Los principales representantes de este grupo incluyen los ataúdes reales de Nubjeperra Intef, Intef VI, Seqenenra Taa y Ahhotep II, todos de la Dinastía XVII, y también el ataúd del funcionario Hornajt, que es un buen ejemplo de este tipo. Desde la Dinastía XVII también se conocen muchos ataúdes privados rishi. Por el contrario, típico del grupo más reciente, la decoración consiste en plumas que parecen envolver el cuerpo con forma de alas cruzadas una sobre la otra, como en el ataúd dorado más profundo de la tumba de Tutankamón, ya de la dinastía XVIII. 

## Iconografía
Aunque los primeros fueron de tipo antropoide, luego pasaron a ser antropomorfos y la cabeza de la persona representada llevaba usualmente un tocado nemes y su cuerpo estaba decorado imitando estar cubierto de plumas de ave de presa, desde los hombros a los pies. 
También existe una inscripción en el medio que va de arriba hacia abajo y en el pecho se muestra una cobra y un buitre, ambos símbolos de la realeza, que representan respectivamente a las Dos Señoras, Uadyet del Bajo Egipto y Nejbet del Alto Egipto. No obstante hay diferentes interpretaciones de lo que representan las alas, que podrían ser las de las diosas protectoras Isis y Neftis, relacionadas con Osiris, el dios que muere y resucita.
Otros estudiosos sugieren que las alas protectoras que recuerdan a las de un buitre pertenecerían a la diosa Nut como madre eterna en el Más Allá y otros, que las alas pertenecerían al ave Ba porque emergen desde la espalda, debajo de la cabeza humana, símbolo de la fuerza animada de cada ser fallecido.